# Ligurno
Ligurno  (Ligürnu in dialetto varesotto) è una frazione del comune di
Cantello ed ha una popolazione di circa 1 700 abitanti. Si trova 420 metri s.l.m..

Ligurno con Cantello sono famosi nella zona per la produzione di una particolare varietà di asparago bianco e per la storica sagra degli Uccelli.

## Storia

### Età antica
La storia antica di Ligurno è databile al VII-VIII secolo a.C., epoca a cui risalgono degli importanti ritrovamenti di necropoli celtiche della cultura di Golasecca. Ligurno prenderebbe il nome dai suoi fondatori, i Liguri, alleati degli Insubri, che si stabilirono in queste terre nel VI secolo a.C. Al periodo gallo-romano invece sono da attribuirsi le necropoli e la strada rinvenute negli scavi presso Madonna di Campagna. L'origine del centro abitato sembrerebbe risalire al II secolo a.C.

### Età medievale
Sul territorio di Ligurno sono state rinvenute tracce anche di insediamenti di epoca longobarda, in località il Castellaccio - Castellasc.

### Età moderna
Nel XV secolo, Ligurno con Cantello e Velmaio sono citati come “Ligurno con Cazono e Detemerario” negli statuti delle strade e delle acque del contado di Milano, facenti parte della pieve di Arcisate.

### Età contemporanea
Ligurno è stata una frazione di Cazzone, che dal 1895 prese l'attuale nome di Cantello (R.D. 18 luglio 1895, n. 175), tranne forse per un certo periodo durante la dominazione spagnola.
Ligurno, per la presenza di cave d'arenaria, nel Medioevo divenne un importante centro di scalpellini e scultori. A partire dal Rinascimento per giungere fino al XIX secolo diede i natali ad alcuni dei cosiddetti Magistri comacini, che contribuirono alla realizzazione del Duomo di Milano ed in seguito, fino alla fine dell'Ottocento, furono attivi in tutta l'Europa centrale.
Il più importante fu Arnaldo da Ligurno che contribuì all'edificazione di San Pietroburgo. Va ricordato anche lo scultore Felice Mina nato al Mulino Trotto, ora nel Comune di Cagno (CO) nel 1912 e morto a Cantello nel 1976, ma appartenente alla Parrocchia di Ligurno.

## Monumenti e luoghi d'interesse

### Architetture religiose

#### Chiesa e Campanile di Santa Maria in Campagna
La chiesa e il campanile rappresentano il più importante monumento del territorio. Costruite nella prima metà dall'XI secolo, in stile romanico. Si pensa che il progetto sia da attribuire all'architetto Lanfranco da Ligurno, autore del Chiostro di Voltorre, architetto che la critica ottocentesca ha voluto identificare con lo stesso Lanfranco del duomo di Modena, tesi oggi del tutto confutata. Questo perché la costruzione del duomo inizia nel 1099 mentre il chiostro di Voltorre è databile alla fine del XII secolo

La chiesa è costituita da una facciata a capanna che dà accesso ad un'aula rettangolare con abside semicircolare. Sono presenti affreschi quattro-cinquecenteschi di notevole fattura e residui di affreschi che nel XVI secolo ornavano la maggior parte delle pareti.

La slanciata torre campanaria sembra che sorga sulle fondamenta di una torre di avvistamento e segnalazione di età Romana.

Attualmente i due edifici si trovano all'interno dell'area cimiteriale.

#### Chiesa parrocchiale di San Giorgio Martire
Sorta come semplice cappella su una collinetta in prossimità dell'originario abitato di Ligurno, di cui si ha notizia fin dal 1398 (Notitia cleri 1398). Fu trasformata in Chiesa nel 1566 e venne visitata da san Carlo Borromeo nell'agosto del 1574. Nel tempo furono eseguite diverse ristrutturazioni. Presenta numerose decorazioni eseguite da Angelo Broggi e affreschi del pittore Carlo Cocquio, autore dell'artistica vetrata raffigurante San Giorgio e il drago. Particolare è la presenza di numerose ossa umane raccolte su dei ripiani in una cappelletta laterale, visibile anche dall'esterno della chiesa.

### Architetture civili

#### Le Torri
Le torri di avvistamento sono un elemento tipico di una zona di confine ai piedi delle prealpi quale è l'altopiano di Ligurno e Cantello. Oltre alla torre di avvistamento romana, su cui fu poi edificata la torre campanaria della Chiesa Madonna di Campagna, sono presenti altre tre torri di importanza storica e culturale:

- La Torre del Castellazzo, in località Castellaccio - Castellasc, è la più antica. Probabilmente era sede di un castelliere celtico utilizzato anche in epoca romana, come provano alcuni ritrovamenti archeologici. In seguito vi sorse un castello longobardo dove risiedevano i feudatari, come risulta da documenti del 700 d.C. La Torre, di proprietà privata, è raggiungibile, previa autorizzazione, dalla Villa Dupont o dalla strada campestre che si diparte da via dei Ronchi.

- La Torre Dupont alta m 30,5 è inserita nell'edificio della Villa Dupont di proprietà privata. È ubicata nel nucleo antico di Ligurno al termine della via Giusti e domina la valle Bramoa. Nell'area è stata rinvenuto anche un sarcofago in pietra, ancora presente nel giardino interno della villa.

- La Torre dei Premoli è la più recente delle torri (datata all'inizio del sec. XX). Alta m 11,2 è posizionata in zona elevata sull'omonima collina raggiungibile da via Torre dei Premoli. La Torre è di proprietà comunale.

Del sistema di torri di avvistamento e segnalazione faceva parte anche la vicina torre sul Colle di San Maffeo nei pressi di Rodero, ove era insediato un castrum romano.

#### I roccoli
Sull'altopiano di Ligurno e Cantello esistono numerosi roccoli per la cattura, con reti, degli uccelli migratori. I roccoli sorgevano sulle sommità di alcune colline (Muntasii, Gremello, Bressanella) ed erano costituiti da terrazzamenti (per lo più circolari e concentrici) delimitati da alberi di carpino potati a pergola in modo da creare una spalliera per il supporto e il mascheramento delle reti. Il roccolo fungeva anche da stazione sperimentale per lo studio del passo stagionale degli uccelli che venivano registrati, inanellati e segnalati alle stazioni di provenienza.
Il più antico e famoso è situato in località Roccolo di Ligurno. Appartenne al senatore Luigi Gasparotto ed è stato dichiarato monumento nazionale.
In questo roccolo ha imparato l'arte del chioccolare (imitare il verso degli uccelli) l'ultimo chioccolatore vivente della provincia di Varese, il sig. Alberto Paladini Molgora.

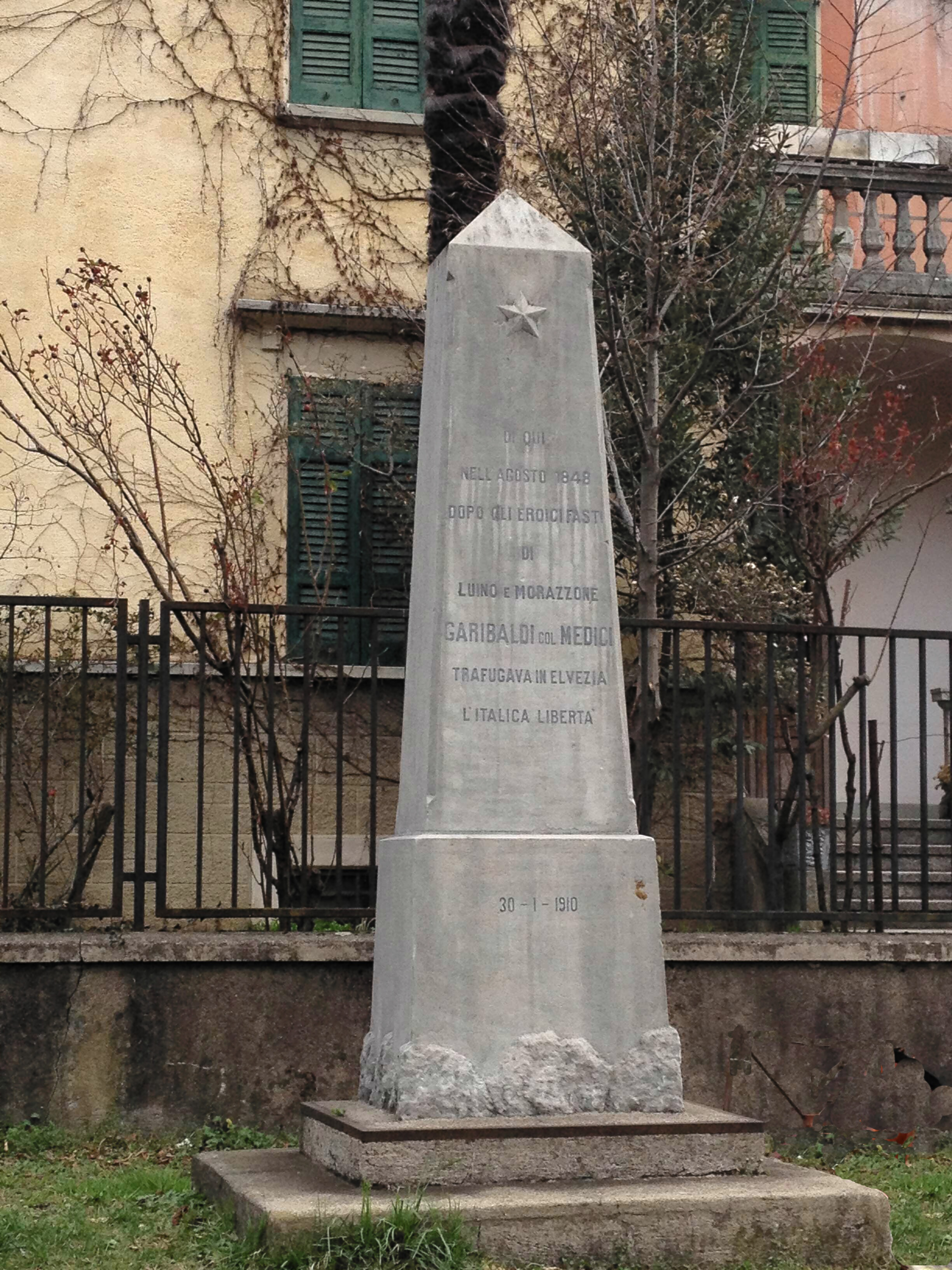
Stele della battaglia di Garibaldi e Medici a Rodero dell'agosto del 1848

### Obelisco della battaglia fra garibaldini e Austriaci
A Ligurno vi è un obelisco commemorativo dei combattimenti a Rodero del 23 agosto 1848 fra una compagnia di volontari garibaldini comandati dal generale Giacomo Medici e gli Austriaci del generale barone Konstantin d'Aspre.
L'epiteto inciso sull'obelisco recita:
"Di qui nell'agosto 1848 dopo gli eroici fasti di Luino e Morazzone Garibaldi col Medici trafugava in Elvezia l'italica libertà". La stele è stata posata il 30 gennaio 1910 e, per il 150° della Repubblica, è stata completamente ripulita.
vedi Fatti d'armi di Rodero e Morazzone

### Architetture militari

#### La Frontiera Nord
A nord della collina del Roccolo di Ligurno, che guarda verso la piana di Gaggiolo, si dipana un tortuoso complesso di trincee e gallerie che fanno parte del sistema difensivo alla Frontiera Nord verso la Svizzera, impropriamente noto come Linea Cadorna, realizzato tra il 1916 e il 1918 a protezione del territorio italiano da un possibile attacco tedesco sferrato attraverso il neutrale territorio elvetico. Un piccolo tratto di galleria è visibile dalla via Elvezia appena prima della discesa a tornanti verso Gaggiolo, guardando sulla sinistra. Altri tratti di trincee e gallerie (semicoperte dalla vegetazione e da frane) si trovano nei pressi del sentiero semianulare che porta da via Elvezia alla località la Maggiolina - via Viggiù.

### Aree naturali

#### L'Acqua Magnesia
A nord-est di Ligurno, nella valle che divide l'altopiano di Ligurno e Cantello da quello di Rodero, si trova una sorgente d'acqua a cielo aperto. L'acqua sorgiva forma una pozza col fondo sabbioso e crea delle suggestive bolle d'acqua cristallina. Proseguendo nella valle verso i mulini di Cantello, si incontrano i resti del mulino di Ligurno. Qui si possono vedere anche alcuni resti della pala metallica del mulino. Poco più avanti si incontrano le vestigia di una industria conciaria e, poco dopo, alcune vasche che erano destinate alla itticoltura. Il rivo che si forma dalle acque provenienti dalla piana di Gaggiolo, dal lavatoio di Ligurno, dell'Acqua Magnesia va a confluire ai Mulini di Cantello nel rio Lanza (già torrente Gaggiolo), affluente dell'Olona. La valle è raggiungibile dalla Strada Provinciale 20, in direzione Rodero, al ponticello sulla destra, prima della salita per Rodero.

## Galleria d'immagini

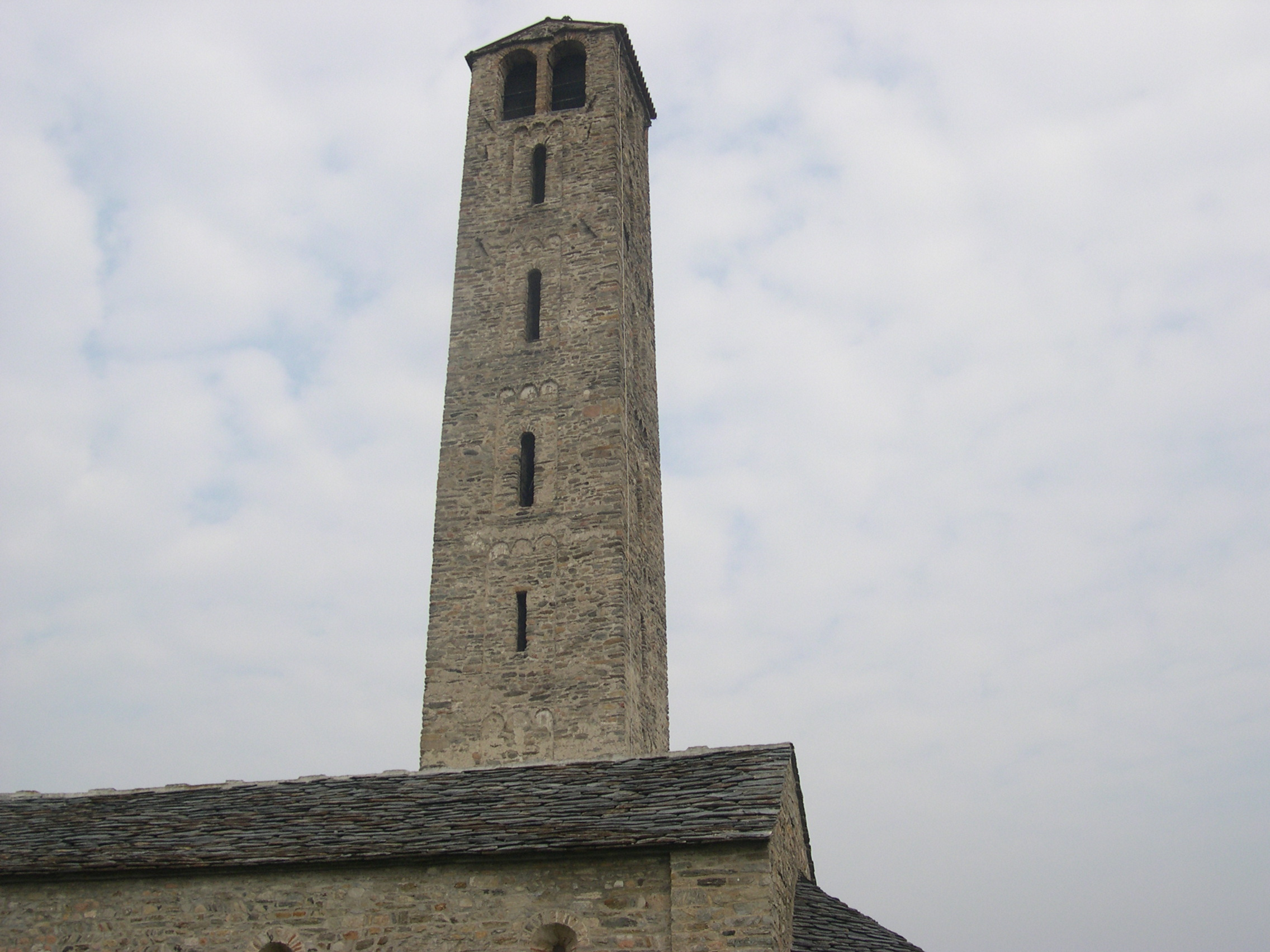
Campanile della Chiesa di Santa Maria in Campagna
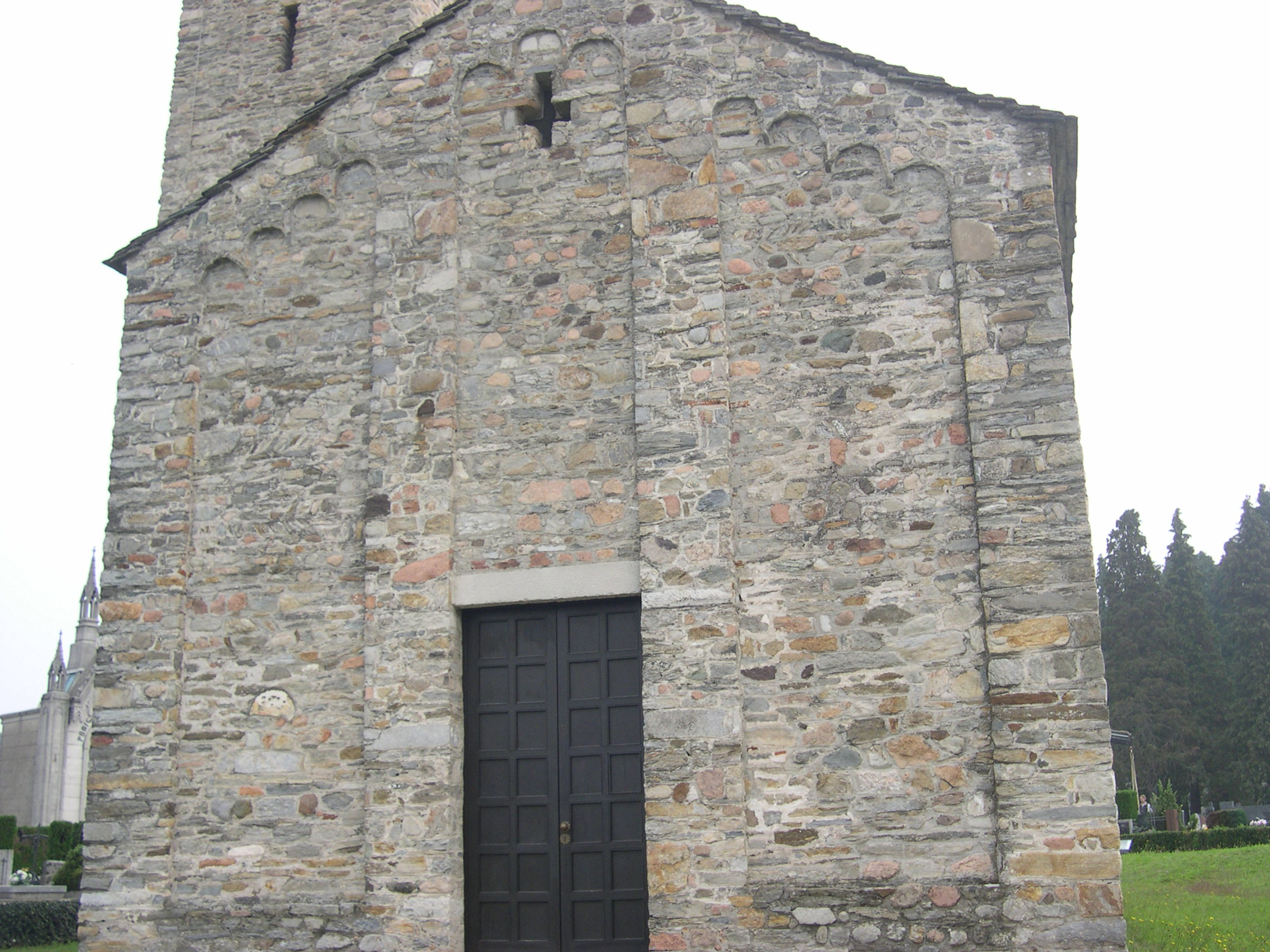
Facciata della chiesa
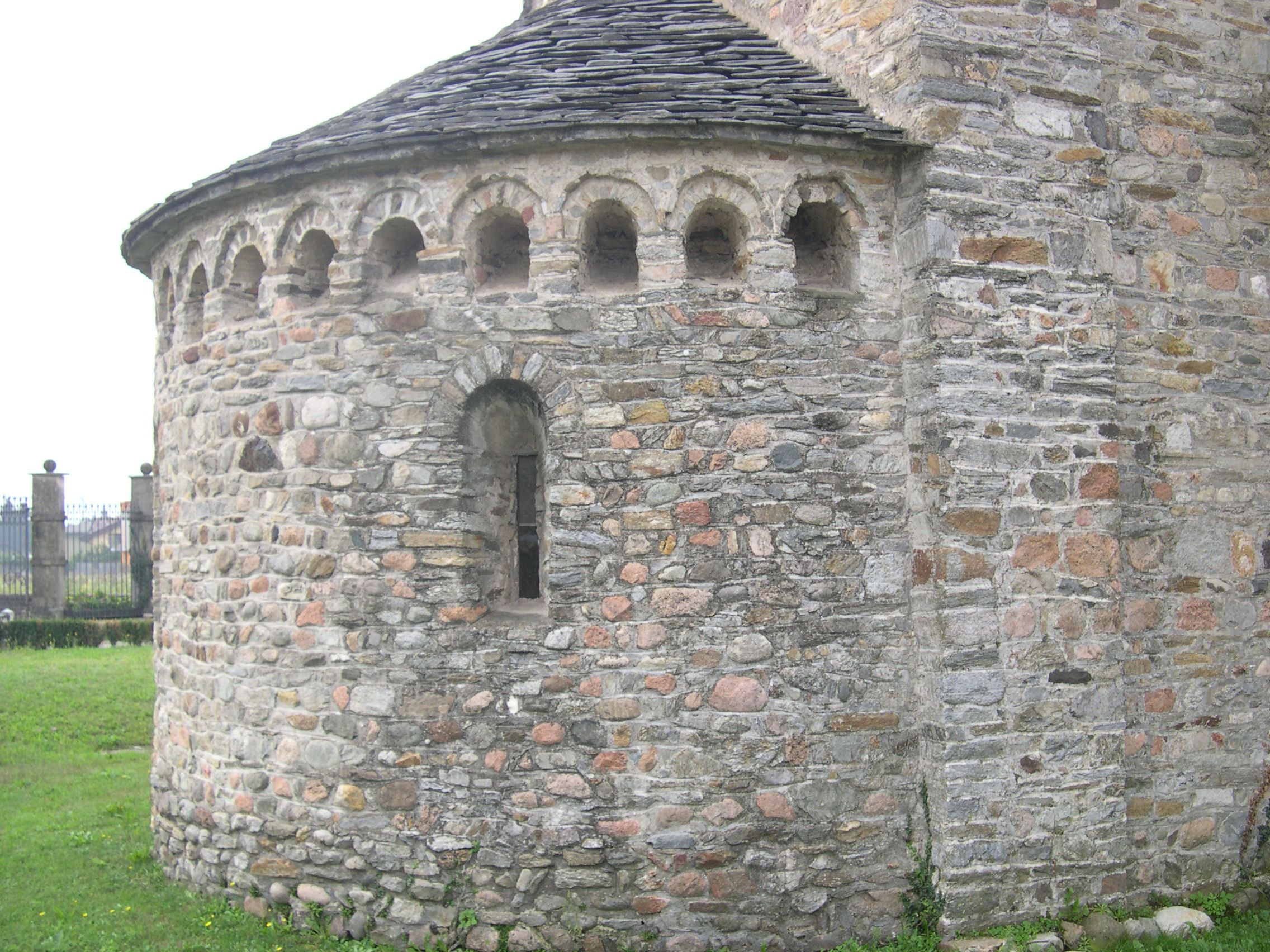
Zona absidale esterna
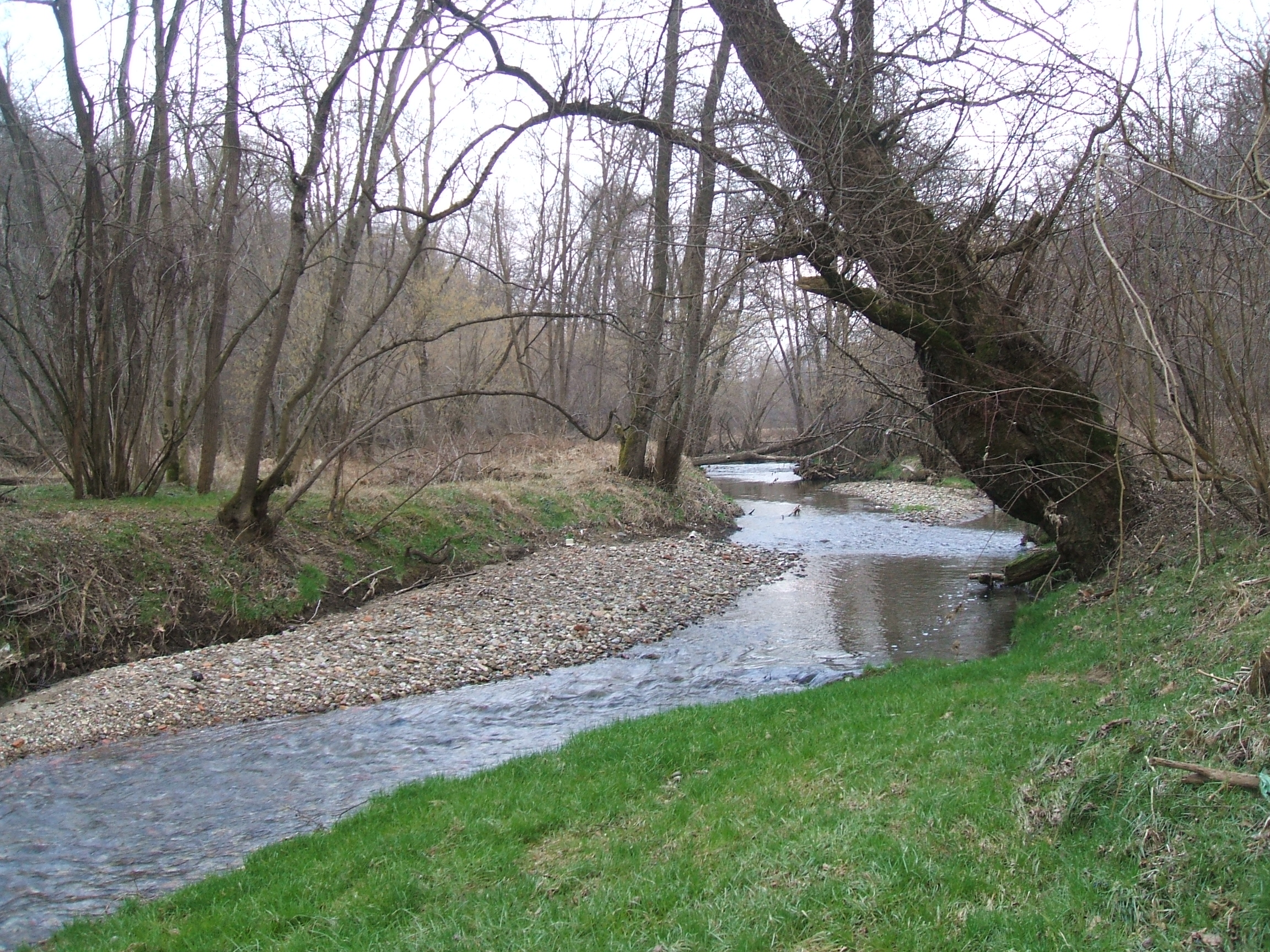